# Milicias Populares del Pueblo y para el Pueblo
Las Milicias Populares del Pueblo y para el Pueblo (MPPyP o también MPP) fue una milicia fundada en 1986 en la ciudad de Medellín, con presencia en los barrios Popular, Santo Domíngo y La Isla, entre otros, de la Zona Nororiental (e incluso y en algunos barrios de la parte centroriental) de la ciudad. Con cerca de 250 milicianos, se convirtió en una de las principales milicias en el noroeste de la ciudad, además de tener un contacto con el Ejército de Liberación Nacional.

## Historia

### Antecedentes
La aparición de milicias en el sector nororiental de Medellín se remontan en los años 80´s, cuando grupos de milicianos como las Milicias Populares del Valle de Aburrá, Milicias Metropolitanas, o las Milicias América Libre, bajo la fachada de ser grupos de autodefensa, tenían como principal objetivo delincuentes y drogadictos, esto con el pretexto de "limpiar las calles" o ejecutar limpieza social de la zona. También en varias zonas de la ciudad el Movimiento 19 de abril y Ejército de Liberación Nacional llegó a tener campamentos de reclutamiento, con la función de tener una base social. En varios barrios de Medellín se registraron ataques armados realizados por Escuadrones de la Muerte, el ELN y otras Milicias, sin embargo la mayoría de los delitos no se les dio seguimiento y ni siquiera se pudo establecer al grupo responsable o a los autores.
Estos grupo comúnmente eran formados por jóvenes de escasos recurso y con poco o nulo trasfondo político, siendo la posibilidad de proteger su comunidad, el prestigio social y el acceso a armas de fuego como a principal razón para formar parte de las milicias.
Se desconoce la cantidad de personas asesinadas por estos grupos, pero por ejemplo las Milicias Populares del Pueblo y para el Pueblo clamaron haber asesinado a más de 150 personas. A principios de los años 90´s las nuevas milicias o las que no se desmovilizaron perdieron a gran parte de sus líderes, así como parte de apoyo de la población debido a sus actividades de robo, extorsión y narcotráfico en los barrios, inclusive el asesinato de líderes sindicales o estudiantiles.

### Fundación
La Milicias Populares del Pueblo y para el Pueblo (MPPyP) fueron fundadas en 1986, en el barrio Popular N° 1, ubicada en la Comuna 1 zona nororiental de Medellín. Además de que varios militantes habían integrados las filas del ELN, siendo su principal objetivo el erradicar las bandas criminales que asolaban los barrios, contestando a necesidades meramente locales. El incremento de la influencia del MPPyP se debió a que se estructuró a partir de células por cada cuadra, y todas estas eran coordinadas en un ente nombrado “La Móvil”. El grupo fue comandado por Carlos Herman Correa Henao alías "Pablo García", personaje que se ganó la simpatía de la población al diezmar las actividades algunas pandillas que asolaban la zona, e incluso mediar conflictos vecinales.
La financiación de la milicia iba desde el robo a empresas privadas y a bancos, pasado por cuotas voluntarias de los vecinos y comerciantes de las zonas, hasta las extorsiones o robo a personas de clase alta.

## Desmovilización
El proceso de la desmovilización de esta milicia no fue fácil. En un principio varios se resistieron a la idea de movilizarse, llegando a perpetrar actos de violencia en desaprobación. Algunos miembros del MPP escindieron y formaron parte de las Milicias 6 y 7 de Noviembre, o los Comandos Armados del Pueblo. Pero a pesar de las tensiones, el 15 de febrero de 1994, oficialmente las MPPyP y el gobierno llegaron a un preacuerdo público. El proceso de negociación ocurrió de manera acelerada (cerca de 102 días) en el corregimiento de Santa Elena, el cual fue declarado como zona especial de distención. Ya para ese entonces, las comunidades habían observado un aumento de la violencia, las luchas internas y el cambio de algunos de sus miembros a actividades delictivas. 
Oficialmente el 26 de mayo de 1994, el MPPyP juntó a otros dos milicias firmaron un acuerdo de paz con el gobierno, en el Centro Social Media Luna del corregimiento Santa Elena en las periferias de Medellín. A pesar de ser uno de los impulsores del acuerdo con el gobierno, Carlos Hernán Correa Henao fue asesinado el 9 de julio mientras se transportaba en motocicleta por asaltantes desconocidos. Antes del homicidio de "Pablo García", cerca de 23 milicianos habían sido asesinados..
Con este acuerdo también se crearon la Cooperativa de Seguridad y Servicio a la Comunidad (Coosercoom), una cooperativa vigilada por el estado, encargada de la seguridad de la comuna. Dos años después, las Coosercoom tuvieron que desmovilizarte debido a múltiples denuncias de abusos de poder y atropellos a la población.Varios milicianos terminarían retomando las armas, esto por las pocas garantías que el estado les dio para reagruparse a la vida civil, y los continuos asesinatos de los exmiembros de la milicia (siendo más de 100 el número de ex milicianos asesinados).